# Ranunculus hegetschweileri
Ranunculus hegetschweileri är en ranunkelväxtart som beskrevs av W. Koch. Ranunculus hegetschweileri ingår i släktet ranunkler, och familjen ranunkelväxter. Inga underarter finns listade i Catalogue of Life.